# Кубок обладателей Суперкубка Либертадорес 1994
Кубок обладателей Суперкубка Либертадорес 1994 — 2-й и, как выяснилось позже, последний розыгрыш турнира. Турнир был сыгран с 3 по 16 марта 1995 года. Число участников сократилось до двух, а турнир сократился до двухматчевого финала. Трофей впервые завоевал бразильский клуб «Крузейро».

## Финал
| 3 марта 1995 | \| Олимпия \| 0 - 0 \| Крузейро \| | Асунсьон |
| Олимпия      | 0 - 0                              | Крузейро |

| 16 марта 1995      | \| Крузейро \| 1 - 0 \| Олимпия \| \| Marcelo 76′ (пен.) \| Голы \| \| | Белу-Оризонти Зрителей: 20,000 Судья: Castrilli |
| Крузейро           | 1 - 0                                                                  | Олимпия                                         |
| Marcelo 76′ (пен.) | Голы                                                                   |                                                 |

## Чемпион
| Победитель Кубка обладателей Суперкубка Либертадорес 1994 |
| --------------------------------------------------------- |
| Крузейро 1-й титул                                        |